# 班克斯芭蕉
班克斯芭蕉（Musa banksii） 是一种野生芭蕉，原产自新西兰、萨摩亚和澳大利亚昆士兰州。
班克斯芭蕉可以长到6米以上，但是在更小的时候就可以开花结果。